# Sentier de grande randonnée de pays Tour du Lac d'Annecy
Le sentier de grande randonnée de pays Tour du Lac d'Annecy ou GRP Tour du Lac d'Annecy est un itinéraire de sentiers de randonnée faisant une boucle autour du lac d'Annecy et passant par les massifs des Bauges et des Bornes.

## Tracé
En partant d'Annecy, point septentrional de l'itinéraire et en tournant dans le sens horaire, l'itinéraire débute dans le centre-ville d'Annecy, aux jardins de l'Europe. Après avoir longé le lac via le Pâquier et la plage d'Albigny, le sentier entame l'ascension du mont Veyrier puis du mont Baret après le col des Contrebandiers. Une fois redescendu sur le col de Bluffy, l'itinéraire normal passe sous les dents de Lanfon et du Lanfonnet tandis qu'une variante permet de passer sur l'autre versant des dents de Lanfon, sous les Grandes Lanches et la dent du Cruet. Les deux tracés se rejoignent entre les cols des Nantets et de l'Aulp. Délaissant l'ascension de la Tournette, l'itinéraire se dirige vers le col de la Forclaz puis Doussard. L'entrée dans le massif des Bauges se fait par l'ascension du col de la Frasse sous le roc des Bœufs contourné par le sud jusqu'au col de Leschaux. L'ascension du Semnoz par son flanc est marque la dernière grande étape. La redescente jusqu'à Annecy depuis le crêt de Châtillon se fait dans la forêt domaniale du Semnoz, en balcon au-dessus de Sevrier jusqu'au crêt du Maure puis les Marquisats. 
En plusieurs tronçons, le GRP partage le sentier avec le GR 96, le GRP Massif des Bauges et le GRP Massif de Tournette-Aravis.